# 埃伯斯-比德斯海姆
埃伯斯-比德斯海姆是德国莱茵兰-普法尔茨州的一个市镇。总面积10.16平方公里，总人口1342人，其中男性675人，女性667人（2011年12月31日），人口密度132人/平方公里。